# Skanda

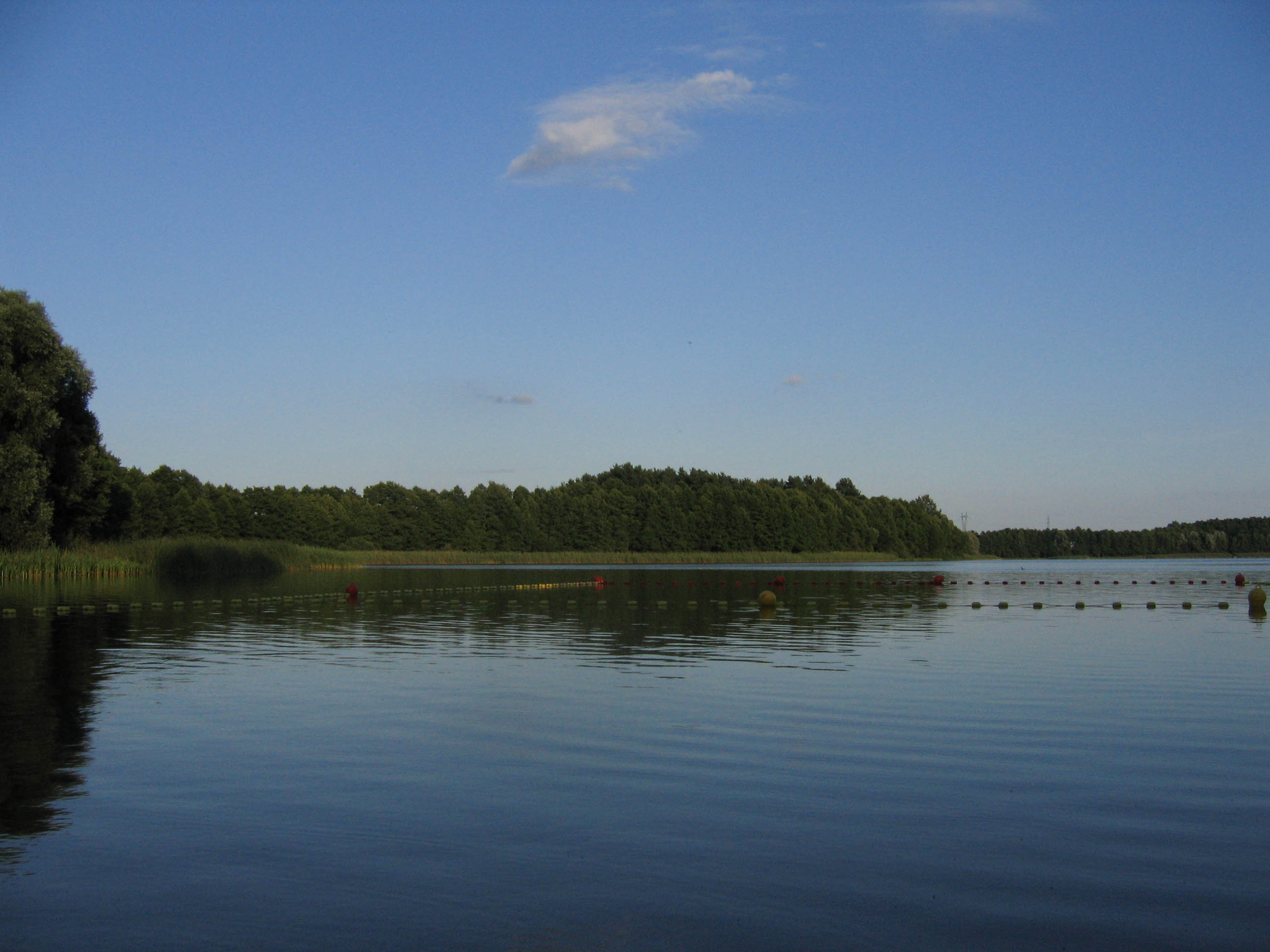
Jezioro Skanda, widok od Os. Mazurskiego

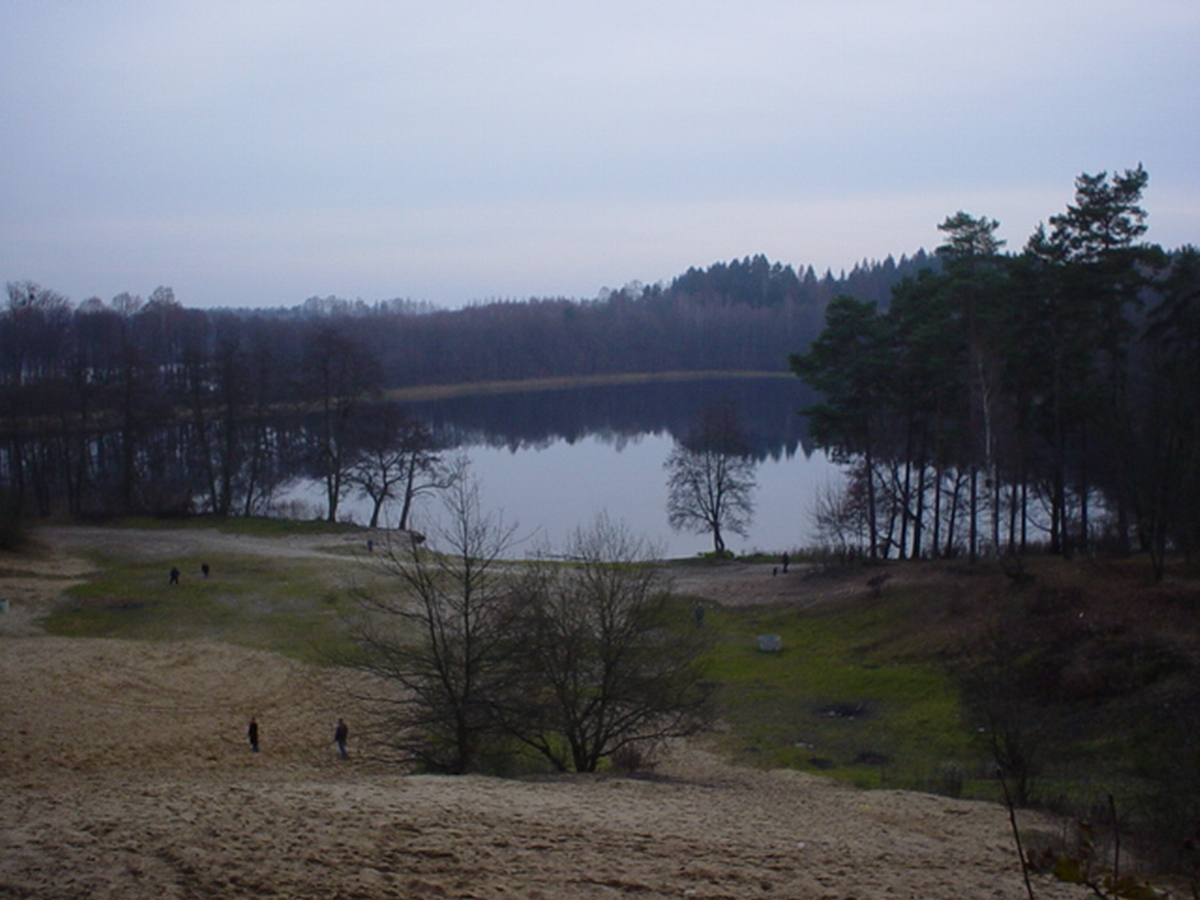
Jezioro Skanda, widok od strony południowo-zachodniej

Skanda – jezioro w Polsce położone w woj. warmińsko-mazurskim, na południowo-wschodnich obrzeżach Olsztyna na terenie osiedla Mazurskiego, na północ od drogi krajowej Olsztyn–Szczytno, w dorzeczu Łyny-Pregoły.
Na jeziorze znajduje się półwysep, w czasie roztopów zamieniający się w wyspę, o powierzchni ok. 13 arów, oraz mała wysepka.
Konfiguracja brzegu jest urozmaicona, przeważają brzegi wysokie (południowa i zachodnia strona jeziora). Od strony wschodniej i północno-wschodniej brzegi jeziora są płaskie lub łagodnie wzniesione.
Skandę otaczają wzgórza morenowe porośnięte lasem. Jezioro otoczone jest w części zachodniej borem mieszanym świeżym, a w pozostałej zadrzewieniami łęgowymi i fragmentem olsu jesionowego, za którymi znajdują się tereny użytkowane rolniczo.
Zlewnia Skandy ma charakter rolniczo-leśny. Powierzchnia zlewni całkowitej wynosi 154,5 ha, a zlewni bezpośredniej 71,8 ha.

## Warunki środowiskowe i stan troficzny jeziora
Mimo niewielkiej głębokości Skanda charakteryzuje się występowaniem typowych dla okresu letniego pięter termicznych. Epilimnion sięga 4–6 m, poniżej występuje termoklina, która oddziela mieszające się w czasie lata wody epilimnionu od szczątkowego (2-3 metrowej miąższości) hypolimionu.
Ze względu na warunki tlenowe w jeziorze, a zwłaszcza silne deficyty w warstwach naddennych, dużą ilość chlorofilu „a”, substancji organicznych i związków biogennych jezioro Skanda należy zaliczyć do zbiorników silnie zeutrofizowanych. Jezioro Skanda już w latach 80. XX wieku osiągnęło poziom zanieczyszczenia powodujący uruchomienie wewnętrznego źródła zasilania. Dlatego mimo wyraźnego zmniejszenia ilości związków biogennych pochodzących ze zlewni, jakość wód utrzymuje się na tym samym, niskim poziomie.

### Ocena podatności na degradację
Jezioro Skanda wykazuje przeciętną podatność na degradację (II kategoria). Czynnikami najbardziej niekorzystnymi są: mała pojemność jeziora w porównaniu z długością linii brzegowej i niski procent wód zajmowanych przez hypolimion. Naturalną odporność na degradację zwiększają natomiast: mała powierzchnia zlewni i niski procent wymiany wód.